# Laura Hope Crews
Pour les articles homonymes, voir Crews.
Laura Hope Crews, née le 12 décembre 1879 à San Francisco (Californie), décédée le 12 novembre 1942 à New York (État de New York), est une actrice américaine.

## Biographie
Au cinéma, Laura Hope Crews apparaît dans deux films muets en 1915, puis de 1929 à 1942, son rôle le plus connu étant sans doute celui de la Tante 'Pittypat' Hamilton dans Autant en emporte le vent (1939).
Elle est surtout très active au théâtre, jouant à Broadway entre 1903 (Merely Mary Ann) et 1942 (Arsenic et Vieilles Dentelles), principalement dans des pièces, mais aussi dans une comédie musicale (Jubilee, en 1935-1936, sur une musique de Cole Porter). De plus, elle est metteur en scène d'une autre comédie musicale en 1924 et d'une pièce en 1925.
Pour sa contribution au cinéma, une étoile lui est dédiée sur le Walk of Fame d'Hollywood Boulevard.

## Théâtre (sélection)

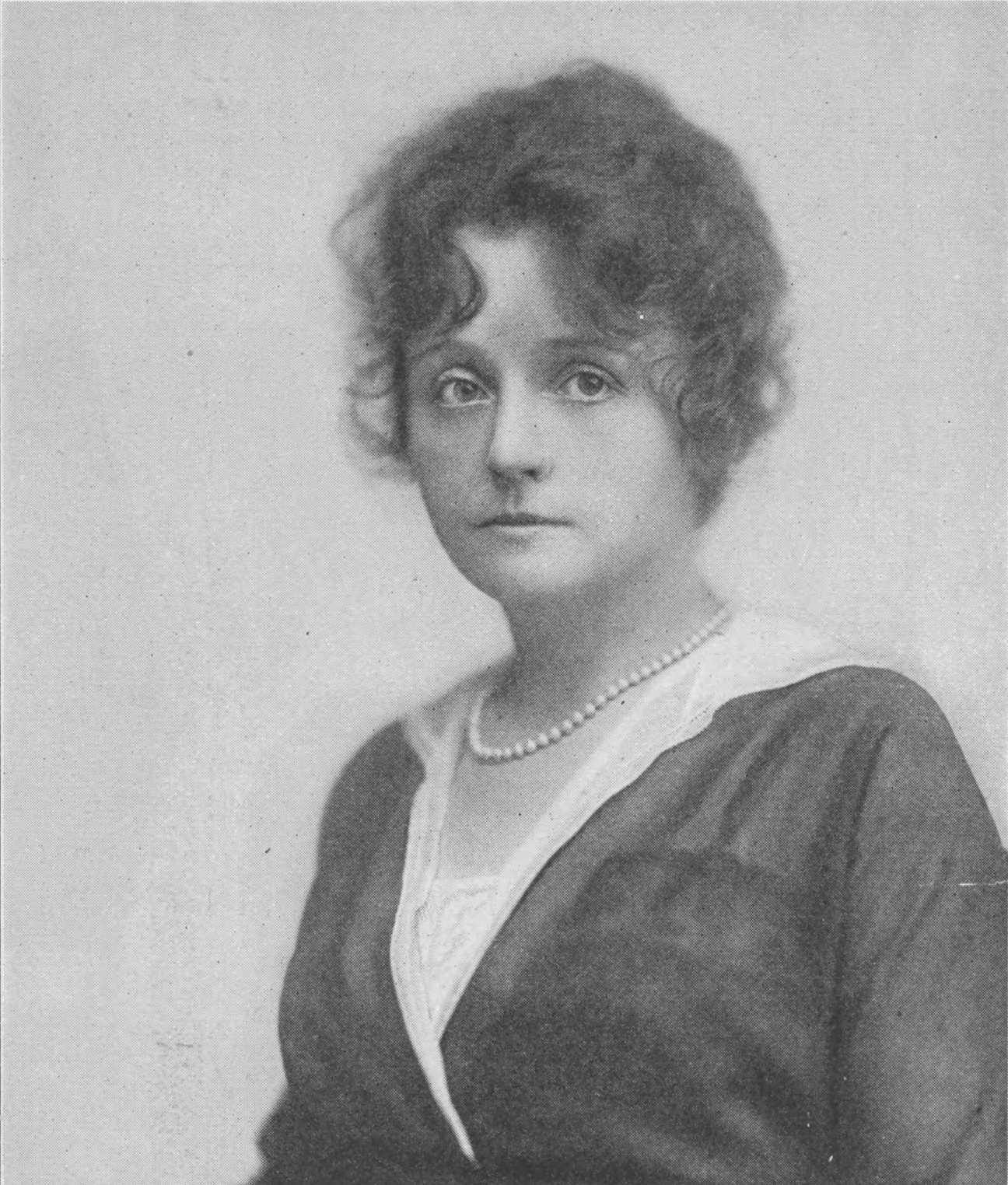
Laura Hope Crews en 1915

Pièces jouées à Broadway, comme interprète, sauf mention contraire
- 1903-1904 : Merely Mary Ann d'Israel Zangwill
- 1904 : Joseph Entangled d'Henry Arthur Jones
- 1905 : His Grace De Grammont de Clyde Fitch, avec Otis Skinner, Sarah Padden (à Boston)
- 1906 : Brown of Harvard de Rida Johnson Young
- 1906 : Hedda Gabler d'Henrik Ibsen
- 1906-1908 : The Great Divine de William Vaughn Moody
- 1910 : The Faith Healer de William Vaughn Moody
- 1910 : Her Husband's Wife d'A.E. Thomas, avec Robert Warwick
- 1911 : The Havoc d'H.S. Sheldon
- 1912 : The Rainbow d'A.E. Thomas
- 1913 : Blackbirds d'Harry James Smith, avec H. B. Warner
- 1913 : The Honeymoon d'Arnold Bennett
- 1913 : Her First Divorce de C.W. Bell
- 1913 : Beaucoup de bruit pour rien (Much ado about nothing) de William Shakespeare, avec Mary Boland, Henry Stephenson
- 1913 : The Tyranny of Tears de (et mise en scène par) C. Haddon Chambers, avec Mary Boland
- 1914-1915 : The Phantom Rival de Ferenc Molnár
- 1915 : The Chief d'Horace Annesley Vachell
- 1917 : Her Husband's Wife pré-citée (1910, reprise), avec Henry Kolker
- 1917 : Peter Ibbetson de John Nathaniel Raphael, d'après George Du Maurier, avec John et Lionel Barrymore (adaptée au cinéma en 1935)
- 1917 : Romance and Arabella de William J. Hurlbut
- 1918 : A Pair of Petticoats de (et mise en scène par) Cyril Harcourt, avec Henry Travers, Cyril Harcourt
- 1918 : The Saving Grace de C. Haddon Chambers, avec Cathleen Nesbitt
- 1919 : On the Hiring Line d'Harvey J. O'Higgins et Harriet Ford, avec Minna Gombell
- 1921 : Mr. Pim pass by d'Alan Alexander Milne, avec Helen Westley
- 1923-1924 : The Changelings de Lee Wilson Dodd, avec Walter Baldwin
- 1924 : Merry Wives of Gotham de Laurence Eyre, avec Berton Churchill
- 1924 : The Dream Girl, comédie musicale, musique de Victor Herbert et Sigmund Romberg, livret et lyrics de Rida Johnson Young et Harold Atteridge, avec Fay Bainter (comme metteur en scène uniquement, avec J.C. Huffman)
- 1924 : The Werewolf de Gladys Unger, d'après Rudolf Lothar, avec Leslie Howard
- 1925 : Ariadne d'Alan Alexander Milne, avec Frieda Inescort
- 1925 : Week-end (Hay Fever) de Noël Coward, avec Harry Davenport, Frieda Inescort, Gavin Muir (+ metteur en scène, avec Noël Coward)
- 1926 : Embers d'A.E. Thomas, d'après Henri Duvernois et Pierre Wolff
- 1926 : Poremoy's Past de Clare Kummer, avec (et mise en scène par) Ernest Truex
- 1926 : Buy, buy, Baby de Russell Medcraft et Norma Mitchell, avec Thurston Hall, Alison Skipworth, Verree Teasdale
- 1926-1927 : The Silver Cord de Sidney Howard, mise en scène par John Cromwell, avec Margalo Gillmore, Elisabeth Risdon (+ rôle dans l'adaptation au cinéma de 1933, même titre : voir filmographie ci-dessus)
- 1927 : Right you are if you think you are de Luigi Pirandello, avec Elisabeth Risdon, Edward G. Robinson, Henry Travers, Helen Westley
- 1927 : Mr. Pim pass by sus-visée (1921, reprise), avec Gavin Muir, Erskine Sanford, Helen Westley
- 1928 : Olympia de Ferenc Molnár, adaptée par Sidney Howard, avec Fay Compton, Ian Hunter, Cora Witherspoon
- 1933-1934 : Her Master's Voice de Clare Kummer
- 1935-1936 : Jubilee, comédie musicale, musique et lyrics de Cole Porter, livret de Moss Hart, avec Montgomery Clift, Melville Cooper
- 1938 : Save Me the Waltz de Katharine Dayton, avec Leo G. Carroll, Mady Christians, John Emery, George Macready, Jane Wyatt
- 1942 : Arsenic et Vieilles Dentelles (Arsenic and Old Lace) de Joseph Kesselring, avec Erich von Stroheim (adaptée au cinéma en 1944)

## Filmographie partielle
- 1915 : La Dupe (Blackbirds) de J. P. McGowan

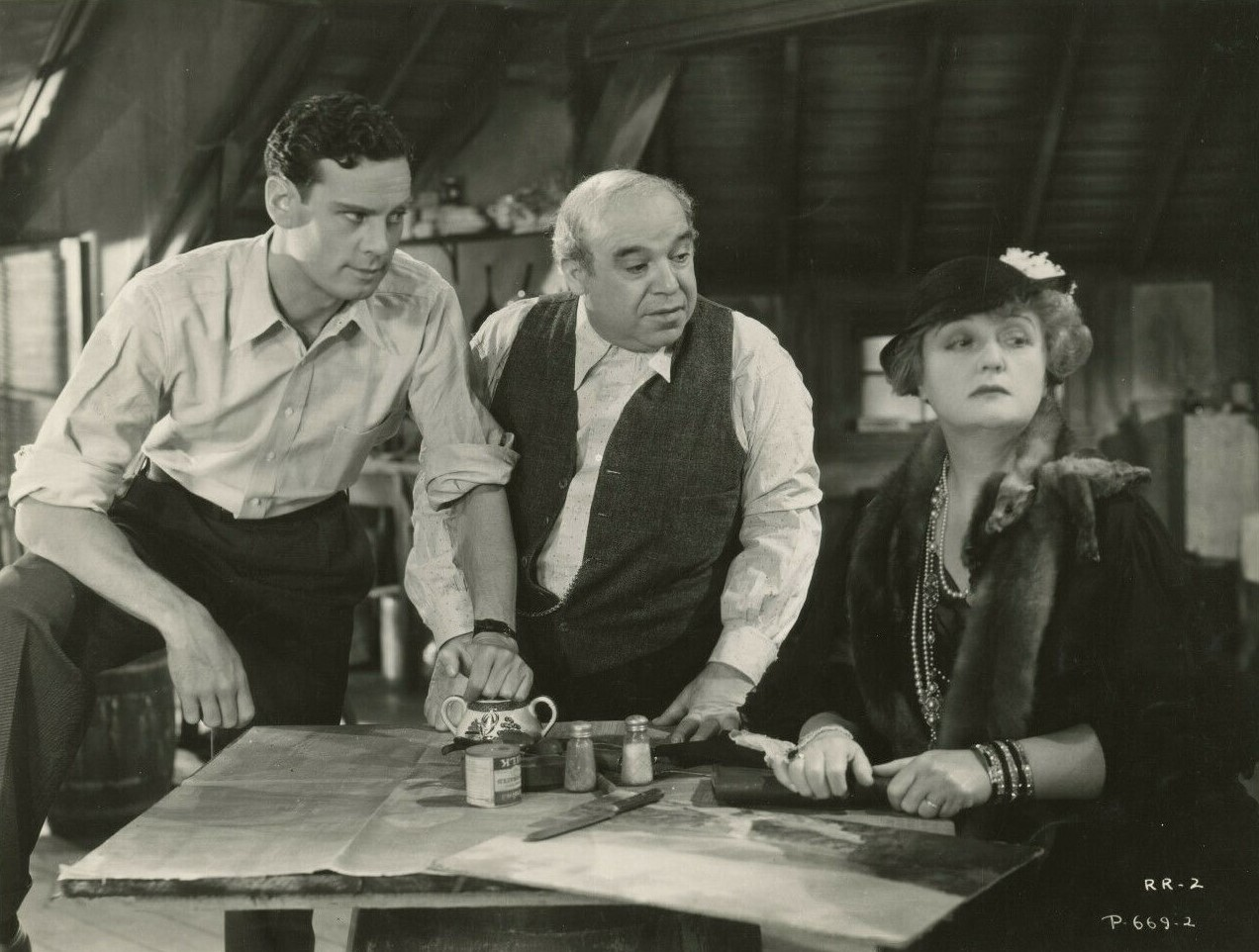
Norman Foster, George Sidney et Laura Hope Crews (de g. à d.), dans Idylle sous les toits (1933)

- 1929 : Charming Sinners (en) de Robert Milton et Dorothy Arzner
- 1933 : La Chaîne d'argent (The Silver Cord) de John Cromwell
- 1933 : Dans la purée de Londres (Blind Adventure) de Ernest B. Schoedsack
- 1933 : Toujours dans mon cœur (Ever in My Heart) d'Archie Mayo
- 1933 : If I Were Free d'Elliot Nugent
- 1933 : Idylle sous les toits (Rafter Romance) de William A. Seiter
- 1934 : La Métisse (Behold My Wife), de Mitchell Leisen
- 1936 : Le Roman de Marguerite Gautier (Camille) de George Cukor
- 1937 : Ange (Angel) d'Ernst Lubitsch
- 1938 : Nuits de bal (The Sisters) d'Anatole Litvak
- 1938 : Thanks for the Memory de George Archainbaud
- 1938 : Doctor Rhythm de Frank Tuttle
- 1939 : La Ronde des pantins (Idiot’s Delight) de Clarence Brown
- 1939 : La Mousson (The Rains came) de Clarence Brown
- 1939 : Remember? de Norman Z. McLeod
- 1939 : Frou-frou de Broadway (The Star Maker) de Roy Del Ruth
- 1939 : Autant en emporte le vent (Gone with the Wind) de Victor Fleming, George Cukor et Sam Wood
- 1940 : L'Oiseau bleu (The Blue Bird) de Walter Lang
- 1940 : La Femme aux cheveux rouges (Lady with Red Hair) de Curtis Bernhardt
- 1941 : La Belle Ensorceleuse (The Flame of New Orleans) de René Clair
- 1942 : L'Homme qui vint dîner (The Man who came to dinner) de William Keighley